# Торбеево (станция)
Торбе́ево — железнодорожная станция Пензенского региона Куйбышевской железной дороги в одноимённом посёлке Республики Мордовия.

## Техническая информация
Станция Торбеево расположена на двухпутном участке Кустарёвка — Самара исторического хода Транссиба с тягой на постоянном токе 3кВ. По характеру работы является грузовой станцией, по объёму выполняемой работы отнесена к 4-му классу. Путевое развитие включает 7 путей: 2 главных (№ 1, 2), 4 приёмо-отправочных (№ 3-5, 8) и 1 погрузочно-выгрузочный (№ 10). Электрифицированы главные и приёмо-отправочные пути. На станции располагаются площадки производственного участка Ковылкинской дистанции пути (ПЧ-19) и производственного участка района контактной сети Рузаевской дистанции электроснабжения (ЭЧ-3). К станции примыкают подъездные пути необщего пользования: в нечётной горловине — путь в ПАО «Торбеевский элеватор», в чётной — пути на нефтебазу ПАО «Мордовнефтепродукт» и Торбеевское дорожное ремонтно-строительное управление (филиал ПАО «Мордовавтодор»).
Станция централизованная, включена в круг диспетчерского управления на участке Рузаевка — Кустарёвка. Управление стрелками и сигналами при передаче станции на сезонное или резервное управление осуществляется дежурным по станции.

## Пригородное сообщение
Пригородные пассажирские перевозки до Рузаевки, Зубова Поляны и обратно осуществляет Башкортостанская ППК электропоездами ЭД4М, ЭТ2М приписки депо ТЧ-11 Безымянка.

## Дальнее следование по станции
Через Торбеево ведётся постоянное сообщение с ближайшими крупными городами — Москвой, Саранском и другими. По состоянию на апрель 2019 года через станцию курсируют следующие поезда дальнего следования:

### Круглогодичное движение поездов
| № поезда      | Маршрут движения         | № поезда      | Маршрут движения         |
| ------------- | ------------------------ | ------------- | ------------------------ |
| 41 «Мордовия» | Саранск — Москва         | 42 «Мордовия» | Москва — Саранск         |
| 51 «Сура»     | Пенза — Москва           | —             | —                        |
| 63            | Димитровград — Москва    | 64            | Москва — Димитровград    |
| 107 «Самара»  | Самара — Санкт-Петербург | 108 «Самара»  | Санкт-Петербург — Самара |
| 115           | Уфа — Москва             | 116           | Москва — Уфа             |
| 119           | Саранск — Москва         | 120           | Москва — Саранск         |
| 137           | Оренбург — Москва        | 138           | Москва — Оренбург        |
| 391           | Челябинск — Москва       | 392           | Москва — Челябинск       |